# تروشكوناي
تروشكوناي (بالإنجليزية: Troškūnai) هي منطقة سكنية تقع في ليتوانيا في Anykščiai district municipality.[بحاجة لمصدر] يقدر عدد سكانها بـ 504 نسمة .